# 福克斯薩爾蒙 (加利福尼亞州)
福克斯薩爾蒙（英語：Forks of Salmon）是位於美國加利福尼亞州錫斯基尤縣的一個非建制地區。該地的面積和人口皆未知。

## 地理
福克斯薩爾蒙的座標為41°15′30″N 123°19′18″W / 41.25833°N 123.32167°W，而該地的平均海拔高度為373米（即1224英尺）。